# Heribert Rosweyde
Heribert Rosweyde (20. ledna 1569 Utrecht – 4. října 1629 Antverpy) byl jezuitský hagiograf. Důležité byly především jeho snahy o podchycení všech rukopisných legend v belgických knihovnách (Fasti Sanctorum). Po Rosweydově smrti byl pověřen přehlédnutím jeho díla nacházejícího se z velké části v rukopisu Jean Bolland a to dalo důležitý podnět práci bollandistů.

## Dílo
- Fasti Sanctorum quorum Vitae in Belgicis bibliothecis manuscriptae, 1607
- De fide haereticis servanda ex decreto Concilii Constantiensis, 1610
- Martyrologium Romanum: ad nouam , 1613
- Lex talionis XII. tabularum cardinali Baronio: ab Isaaco Casavbono dicta, 1614
- Vitae patrum seu De vita et verbis seniorum, 1615
- Anti-Capellus: sive Explosio naeniarum Jacobi Capelli, 1619
- Vindiciae Kempenses pro libello Thomae a Kempis de imitatione Christi adversus Constantinum Cajetanum, 1621
- D. Eucherii Episcopi Lugdunensis De laude eremi ad Hilarium Lerinensem monachum libellus, 1621